# 최운 (수필가)
최운(1939년 ~ )은 한국계 아르헨티나인 수필가이다.
1986년에 대한민국에 입국했으나 곧 다시 출국했다.
1993년부터 수필 집필을 시작한 뒤, 1997년에 수필공원에서는 그의 작품들이 추천되었다.

## 작품
- 카라보보의 참나무(2005년)